# Schumacker-arrest
Het Schumacker-arrest is een uitspraak van het Europees Hof van Justitie van 14 februari 1995 (C-279/93) in een geding tussen de Duitse belastingdienst en Roland Schumacker:
- Persoonlijke tegemoetkomingen mogen in aftrek worden genomen in werkstaat indien belastingplichtige 90% of meer van totale inkomen verdient in werkstaat en de tegemoetkomingen niet in de woonstaat in aanmerking kunnen worden genomen.

## Casus en procesverloop
De heer Roland Schumacker is woonachtig in België en werkzaam in Duitsland. Hij verdient meer dan 90% van zijn inkomen in Duitsland. Als buitenlands belastingplichtige had hij in Duitsland geen recht op toepassing van de 'splittingregeling' voor gehuwden, waardoor hij aanzienlijk meer belasting betaalde dan inwoners van Duitsland in overigens vergelijkbare omstandigheden.

17. Op 6 maart 1989 verzocht Schumacker het Finanzamt om de loonbelasting uit billijkheidsoverwegingen (§ 163 van de Abgabenordnung) te berekenen volgens tariefgroep III (die normaliter geldt voor gehuwde ingezetenen en recht geeft op "splitting") en het verschil tussen het maandelijks op basis van tariefgroep I ingehouden bedrag en het bedrag dat op grond van tariefgroep III zou zijn verschuldigd, terug te betalen.

18. Het Finanzamt wees het verzoek af bij beschikking van 22 juni 1989. Daarop wendde Schumacker zich tot het Finanzgericht Köln, dat zijn vorderingen met betrekking tot 1988 en 1989 toewees en het Finanzamt gelastte om een billijkheidsbeschikking krachtens § 163 Abgabenordnung te geven. Het Finanzamt stelde tegen het vonnis van het Finanzgericht Köln beroep in "Revision" in.

Het Bundesfinanzhof heeft het Hof van Justitie verzocht om een prejudiciële beslissing.

## Uitspraak Hof
Het Hof is van mening dat de woonstaat in principe de persoonlijke tegemoetkomingen moet toekennen (in casu België). De werkstaat moet pas persoonlijke tegemoetkomingen geven wanneer de belastingplichtige in de woonstaat geen inkomsten van betekenis heeft en in de werkstaat het grootste deel van zijn belastbaar inkomen verwerft. Duitsland moet derhalve de persoonlijke tegemoetkomingen geven. België hoeft geen tegemoetkomingen te geven.